# Carcinops misella
Carcinops misella är en skalbaggsart som beskrevs av Sylvain Auguste de Marseul 1855. Carcinops misella ingår i släktet Carcinops och familjen stumpbaggar. Inga underarter finns listade i Catalogue of Life.